# الدوري النمساوي 1992–93
الدوري النمساوي الممتاز 1992–93 (بالألمانية: Österreichische Fußballmeisterschaft 1992/93)‏ هو الموسم 82 من بوندسليغا النمسا لكرة القدم. أشرف على تنظيمه اتحاد النمسا لكرة القدم، وكان عدد الأندية المشاركة فيه 12، وفاز فيه أوستريا فيينا.